# 林士勛
林士勛（1997年7月12日—），台灣棋院職業八段围棋棋士。

## 升段紀錄
- 2012年 1月 1日 晉升職業初段
- 2012年11月13日 晉升職業二段
- 2015年 1月 6日 晉升職業三段
- 2015年 5月 4日 晉升職業五段（因奪第15屆東鋼盃冠軍）
- 2017年 4月28日 晉升職業六段
- 2020年 2月13日 晉升職業七段
- 2022年10月13日 晉升職業八段

## 主要戰績
- 2015年 第15屆『東鋼盃』冠軍
- 2016年 105年臺北市中正盃圍棋公開賽(職業、業餘混合賽) 冠軍
- 2017年
  - 第16屆『天元賽』亞軍
  - 第7屆友士盃十段賽 季軍
- 2018年 第6屆中環碁聖賽冠軍[2]
- 2019年 第4屆台灣新人王冠軍
- 2021年 第6屆台灣新人王亞軍
- 2022年 第7屆台灣新人王冠軍